# ICarly (banda sonora)
iCarly: Music from and Inspired by the Hit TV Show es el primer álbum de banda sonora de la serie de televisión de Nickelodeon del mismo nombre, que se estrenó el 8 de septiembre de 2007. Fue lanzado el 10 de junio de 2008 mediante Nickelodeon Records y Columbia. Debutó en el Billboard 200 en el número 28 con 20.000 copias vendidas en su primera semana. El 24 de enero de 2012 se publicó una segunda banda sonora del programa llamada iSoundtrack II.

## Canciones
"Leave It All to Me", interpretada por Miranda Cosgrove con Drake Bell, se publicó el 18 de diciembre de 2007. "Stay My Baby", interpretada por Miranda Cosgrove, se lanzó como sencillo promocional el 5 de junio de 2008. Originalmente fue cantada por la cantante sueca Amy Diamond en 2007. El tema "Headphones On" se incluyó en Rock Band como DLC, primero se lanzó como canción descargable gratuita y después se vendió por 1,99 USD en la tienda de Rock Band.

## Lista de canciones
- Edición estándar

| N.º   | Título                                            | Artista(s)          | Duración |  |
| 1.    | «Leave It All to Me» (con Drake Bell)             | Miranda Cosgrove    | 2:41     |  |
| 2.    | «Stay My Baby»                                    | Miranda Cosgrove    | 3:05     |  |
| 3.    | «Headphones On»                                   | Miranda Cosgrove    | 3:10     |  |
| 4.    | «Beautiful Girls» (Nickelodeon Mix)               | Sean Kingston       | 3:43     |  |
| 5.    | «Dance Floor Anthem (I Don't Want to Be in Love)» | Good Charlotte      | 4:04     |  |
| 6.    | «I Like That Girl»                                | Leon Thomas III     | 3:02     |  |
| 7.    | «Girlfriend» (Nickelodeon Mix) (con Lil Mama)     | Avril Lavigne       | 3:05     |  |
| 8.    | «Freckles»                                        | Natasha Bedingfield | 3:45     |  |
| 9.    | «Face in the Hall»                                | Naked Brothers Band | 3:20     |  |
| 10.   | «Let's Hear It for the Boy»                       | The Stunners        | 3:00     |  |
| 11.   | «Thunder»                                         | Boys Like Girls     | 3:56     |  |
| 12.   | «Move»                                            | Menudo              | 3:31     |  |
| 13.   | «I'm Grown»                                       | Tiffany Evans       | 3:35     |  |
| 43:57 |                                                   |                     |          |  |

- Edición Deluxe

| Deluxe edition |                                                            |                  |          |  |
| N.º            | Título                                                     | Artist           | Duración |  |
| 14.            | «Leave It All to Me» (Jason Nevins Remix) (con Drake Bell) | Miranda Cosgrove | 3:56     |  |
| 15.            | «Whatever My Love»                                         | Austin Butler    | 3:56     |  |
| 16.            | «Take Me Back»                                             | Backhouse Mike   | 3:31     |  |
| 55:20          |                                                            |                  |          |  |

- Edición Fan Pack

| Fan Pack edition |                                                            |                     |          |  |
| N.º              | Título                                                     | Artist              | Duración |  |
| 1.               | «The Countdown»                                            | iCarly Cast         | 0:15     |  |
| 2.               | «Leave It All to Me» (con Drake Bell)                      | Miranda Cosgrove    | 2:41     |  |
| 3.               | «What's Next Baby»                                         | iCarly Cast         | 0:10     |  |
| 4.               | «Stay My Baby»                                             | Miranda Cosgrove    | 3:05     |  |
| 5.               | «About Me?»                                                | iCarly Cast         | 0:08     |  |
| 6.               | «About You Now»                                            | Miranda Cosgrove    | 3:10     |  |
| 7.               | «Build-A-Bra»                                              | iCarly Cast         | 0:11     |  |
| 8.               | «Beautiful Girls (Nickelodeon Mix)»                        | Sean Kingston       | 3:43     |  |
| 9.               | «Sam's Second Toe»                                         | iCarly Cast         | 0:20     |  |
| 10.              | «I Don't Wanna Be in Love»                                 | Good Charlotte      | 4:04     |  |
| 11.              | «Locked In the Closet»                                     | iCarly Cast         | 0:20     |  |
| 12.              | «I Like That Girl»                                         | Leon Thomas III     | 3:02     |  |
| 13.              | «We Hated Your Girlfriend»                                 | iCarly Cast         | 0:14     |  |
| 14.              | «Girlfriend (Nickelodeon Mix)» (con Lil' Mama)             | Avril Lavigne       | 3:05     |  |
| 15.              | «Blueberry Belly Button»                                   | iCarly Cast         | 0:12     |  |
| 16.              | «Freckles»                                                 | Natasha Bedingfield | 3:45     |  |
| 17.              | «Gas Station Snacks»                                       | iCarly Cast         | 0:19     |  |
| 18.              | «Face in the Hall»                                         | Naked Brothers Band | 3:20     |  |
| 19.              | «You Can't Do That!»                                       | iCarly Cast         | 0:20     |  |
| 20.              | «Let's Hear It for the Boy»                                | The Stunners        | 3:00     |  |
| 21.              | «Ten Things Boys Like»                                     | iCarly Cast         | 0:18     |  |
| 22.              | «Thunder»                                                  | Boys Like Girls     | 3:56     |  |
| 23.              | «Headphones Are Huge»                                      | iCarly Cast         | 0:27     |  |
| 24.              | «Headphones On»                                            | Miranda Cosgrove    | 3:03     |  |
| 25.              | «Suckish Improv Game»                                      | iCarly Cast         | 0:28     |  |
| 26.              | «Move»                                                     | Menudo              | 3:31     |  |
| 27.              | «World's Fattest Priest»                                   | iCarly Cast         | 0:22     |  |
| 28.              | «I'm Grown» (con Bow Wow)                                  | Tiffany Evans       | 3:35     |  |
| 29.              | «The New Way»                                              | iCarly Cast         | 0:10     |  |
| 30.              | «Leave It All to Me (Jason Nevins Remix)» (con Drake Bell) | Miranda Cosgrove    | 2:26     |  |
| 31.              | «So Hot it Hurts Me»                                       | iCarly Cast         | 0:16     |  |
| 32.              | «Whatever My Love»                                         | Mickey Drummond     | 3:29     |  |
| 33.              | «Their Music is Soooo Good»                                | iCarly Cast         | 0:14     |  |
| 34.              | «Take Me Back»                                             | Backhouse Mike      | 2:19     |  |
| 35.              | «Stay My Baby (Spider Remix)»                              | iCarly Cast         | 2:57     |  |
| 36.              | «Back to One»                                              | iCarly Cast         | 0:09     |  |
| 1:00:11          |                                                            |                     |          |  |

- Edición Fan Pack Deluxe

| Deluxe Fan Pack edition bonus track |                                                     |                  |          |  |
| N.º                                 | Título                                              | Artist           | Duración |  |
| 37.                                 | «Leave It All to Me (Music Video)» (con Drake Bell) | Miranda Cosgrove | 2:46     |  |
| 1:02:57                             |                                                     |                  |          |  |

## Charts

### Weekly charts
| Chart (2008–2009)                        | Peak position |
| ---------------------------------------- | ------------- |
| Austria (Ö3 Austria)                     | 34            |
| México (Top 100 Mexico)                  | 49            |
| Estados Unidos (Billboard 200)           | 28            |
| Estados Unidos US Kid Albums (Billboard) | 1             |
| Estados Unidos (Soundtrack Albums)       | 2             |

### Year-end charts
| Chart (2008)                             | Position |
| ---------------------------------------- | -------- |
| Estados Unidos US Kid Albums (Billboard) | 22       |

| Chart (2009)                             | Position |
| ---------------------------------------- | -------- |
| Estados Unidos US Kid Albums (Billboard) | 19       |